# Mestanza
Mestanza ist eine spanische Gemeinde (Municipio) mit 657 Einwohnern (Stand: 2024) in der Provinz Ciudad Real in der autonomen Gemeinschaft Kastilien-La Mancha. Zur Gemeinde gehören neben dem Hauptort Mestanza die Ortschaften El Hoyo und Solanilla del Tamaral.

## Geografie
Mestanza liegt etwa 45 Kilometer südsüdwestlich von Ciudad Real in einer Höhe von ca. 740 m.
Kalte Winter und heiße Sommer mit wenig Niederschlag sind charakteristisch für das mediterran-kontinentale Klima.

## Bevölkerungsentwicklung
| Jahr      | 1970 | 1981 | 1991 | 2001 | 2011 | 2021 |
| Einwohner | 2019 | 1597 | 1094 | 865  | 818  | 662  |

## Sehenswürdigkeiten
- Stephanuskirche (Iglesia de San Esteban Protomártir)

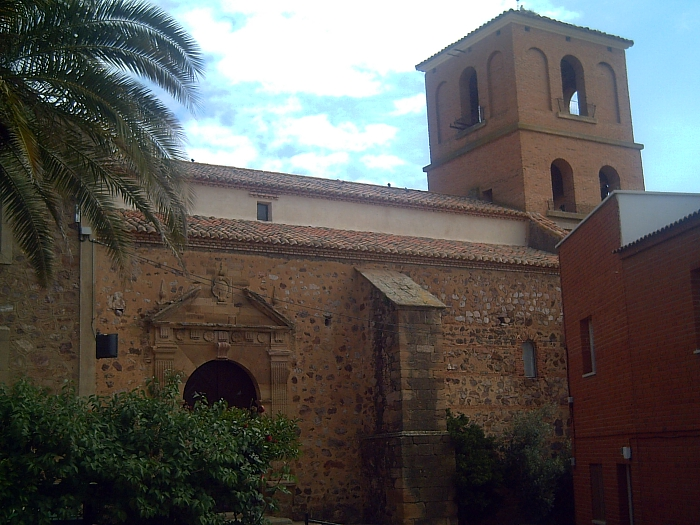
Stephanuskirche
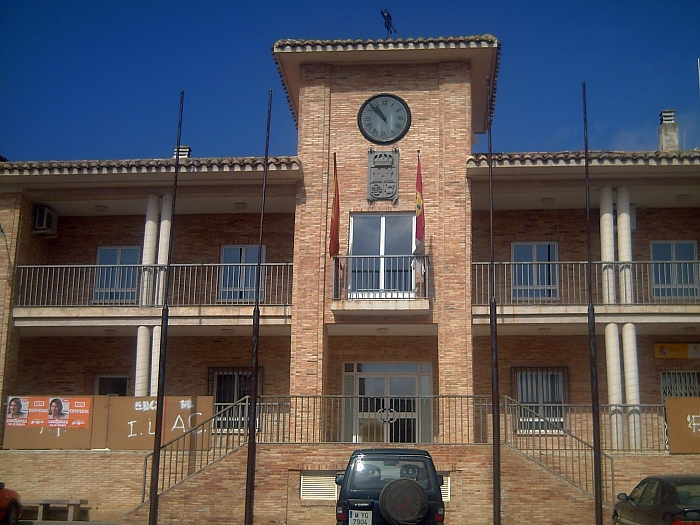
Rathaus